# Dullu
Dullu (nep. दुल्लु) – gaun wikas samiti w zachodniej części Nepalu w strefie Bheri w dystrykcie Dailekh. Według nepalskiego spisu powszechnego z 2011 roku liczył on 850 gospodarstw domowych i 4178 mieszkańców (2128 kobiet i 2050 mężczyzn).